# Charlie Davao
Charlie Davao (Iloilo City, 1934/1935 - Manilla, 8 augustus 2010), geboren als Charlie Dabao, was een Filipijns acteur. Davao stond vooral bekend om zijn karakterrollen in films en televisieseries.
Davao speelde zijn eerste rol in 'Isinumpa' in 1959. De bekendste films waarin hij meespeelde waren 'Kaming Mga Talyada' (1962), met Juancho Guttierez en Jose Mari Gonzales en "Trudis Liit" (1993), met Vilma Santos. Ook was hij te zien in 'Palengke Queen' (1982) met Nora Aunor, 'Pedro Tunasan' (1983) met Lito Lapid, 'Get Victor Corpus: The Rebel Soldier' (1987), met Rudy Fernandez, 'The Rape of Virginia P.' (1989), met Alma Moreno en 'Volta' (2004) met Ai-Ai de la Alas. Op televisie was hij onder andere te zien in 'Mula sa Puso' (1997) met Claudine Barretto en in 2009 nog in 'Darna', 'Rosalinda' en 'Totoy Bato' op GMA 7.
Een zoon van Davao, Ricky Davao, werd ook acteur. Davao overleed op 75-jarige leeftijd in het Philippine General Hospital in Manilla aan de gevolgen van darmkanker.